# Tord Grip
Tord Grip (Helsingborg, 13 de enero de 1938) es un exfutbolista y entrenador sueco, retirado de la actividad. Trabajó con varios seleccionados como Inglaterra, México, Suecia, Indonesia, Costa de Marfil y Kosovo.

## Carrera

### Como futbolista
Grip comenzó su carrera futbolística como adolescente jugando en el Ytterhogdals IK. Más tarde jugó a tiempo parcial en la primera división con el Degerfors IF y el AIK mientras estudiaba para obtener su título en Educación Física. En 1959 logró escalar el Allsvenskan. En 1966, después de 119 partidos de primera división en los que marcó 41 goles, se convirtió en el competidor de la liga AIK Solna. Aquí jugó 56 partidos en tres temporadas y marcó 15 goles, y en 1969 pasó al equipo de segunda división KB Karlskoga, donde terminó su carrera activa en 1973. Entre 1963 y 1967, Grip jugó tres veces con la selección sueca. También jugó doce partidos internacionales B. 

### Como entrenador y asistente
Grip se convirtió en jugador y director del KB Karlskoga en 1969, y desde entonces ha dirigido otros clubes en Suecia, Italia y Suiza. También dirigió a la selección nacional de Noruega, a la selección femenina absoluta de Suecia y a la selección masculina de menores de dieciséis años, y pasó dos temporadas como asistente técnico de la selección nacional de Suecia. En 1998 se vinculó profesionalmente al club italiano S.S. Lazio, como asistente de su compatriota Sven-Göran Eriksson.
En enero de 2001, cuando Eriksson fue nombrado seleccionador de Inglaterra, llevó a Grip desde Lazio como asistente técnico, y permaneció en el cargo hasta el final de la Eurocopa 2004. En noviembre de 2006, Grip fue nombrado asesor especial del club sueco Djurgårdens IF.
El 6 de julio de 2007 pasó a formar parte de la plantilla del Manchester City, cuando Sven-Göran Eriksson se hizo cargo de la dirección del club. En junio de 2008 se reunió de nuevo con Eriksson para trabajar con el seleccionado de México.
En abril de 2009, después de que Eriksson fuera despedido por la Federación Mexicana de Fútbol debido a una serie de malos resultados, Eriksson y Grip asumieron los cargos de entrenador y asistente técnico del Notts County Football Club, respectivamente.
En febrero de 2014, fue nombrado asistente técnico de la selección de Kosovo.